# Carrolltown
Carrolltown es un borough ubicado en el condado de Cambria en el estado estadounidense de Pensilvania. En el año 2000 tenía una población de 1,049 habitantes y una densidad poblacional de 611 personas por km².

## Geografía
Carrolltown se encuentra ubicado en las coordenadas 40°36′10″N 78°42′33″O / 40.60278, -78.70917.

## Demografía
Según la Oficina del Censo en 2000 los ingresos medios por hogar en la localidad eran de $32,833 y los ingresos medios por familia eran $39,792. Los hombres tenían unos ingresos medios de $33,056 frente a los $17,500 para las mujeres. La renta per cápita para la localidad era de $16,250. Alrededor del 8% de la población estaba por debajo del umbral de pobreza.